# Philippe Heberlé
Philippe Heberlé (n. 21 martie 1963, Belfort, Franche-Comté⁠(d), Franța) este un trăgător de tir ce a reprezentat Franța, medaliat olimpic. A participat la o ediție a Jocurilor Olimpice (1984) în care a câștigat o medalie de aur.

## Participări
Lista de mai jos prezintă principalele competiții la care a participat Philippe Heberlé de-a lungul carierei.
- shooting at the 1984 Summer Olympics – men's 10 metre air rifle[*]